# Massor av whisky
Massor av whisky (engelska: Whisky Galore!) är en brittisk film från 1949 regisserad av Alexander Mackendrick. Den bygger på romanen av Compton Mackenzie med samma namn som kom ut 1947.
1999 placerade British Film Institute filmen på 24:e plats på sin lista över de 100 bästa brittiska filmerna genom tiderna.

## Om filmen
Filmen spelades in sommaren 1948 på ön Barra i Yttre Hebriderna och i Ealing Studios. Manus till filmen skrevs av Compton Mackenzie och följer i stort sett bokens handling, men delar av intrigen har uteslutits och handlingen har koncentrerats.
När filmen skulle visas i USA fick den ett nytt namn, Tight Little Island, eftersom det ansågs mycket olämpligt att använda originaltiteln Whisky Galore i reklam och bioaffischer.
Filmen hade svensk premiär 25 september 1950.

## Handling
När andra världskriget bryter ut leder det till att invånarna på ön Todday i de Yttre Hebriderna utanför Skottlands kust blir utan whisky, men ett skepp, S.S. Cabinet Minister, med 50 000 flaskor whisky går på grund strax utanför ön. Den engelska kaptenen för det lokala hemvärnet (Basil Radford) gör allt för att stoppa plundringen av skeppet.

## Rollista
- Basil Radford - Captain Paul Waggett
- Joan Greenwood - Peggy Macroon
- James Robertson Justice - Dr. Maclaren
- Gordon Jackson - George Campbell
- Wylie Watson - Joseph Macroon
- Catherine Lacey - Mrs. Waggett
- Jean Cadell - Mrs. Campbell
- Bruce Seton - Sergeant Odd
- Henry Mollison - Mr. Farquharson
- Morland Graham - the Biffer
- John Gregson - Sammy MacCodrun
- Gabrielle Blunt - Catriona Macroon
- Duncan Macrae - Angus MacCormac
- James Woodburn - Roderick MacRurie